# Pic de carbone 14 de 993-994

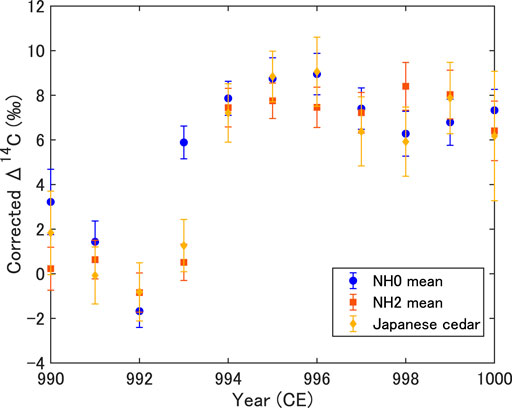
Les points colorés représentent une région autour de la Suède (NH0) et du Japon (NH2). Les points jaunes représentent le cèdre du Japon analysé dans l’étude.

Le pic de carbone 14 de 993-994 est une brusque augmentation de la concentration de carbone 14 observée dans les cernes des arbres datés des années 993 ou 994 EC. Suivant celui de 774-775, il constitue également le deuxième événement de Miyake détecté, toujours par la physicienne Fusa Miyake et ses collègues.
Il pourrait être lui aussi issu d'une forte éruption solaire.

## Applications
Grâce au pic d'abondance en carbone 14 qui lui est associé, il est possible d'identifier la cerne de croissance relative à l'année 993 dans un arbre ayant vécu à la fin du Xe siècle.
Cela peut être utilisé en dendrochronologie pour déterminer l'année d'abattage d'un arbre datant de cette époque ; méthode mise en pratique pour faire remonter le site archéologique de L'Anse aux Meadows, seul site scandinave précolombien attesté au Nouveau Monde, à l'année 1021 précisément.